# Ties Kruize

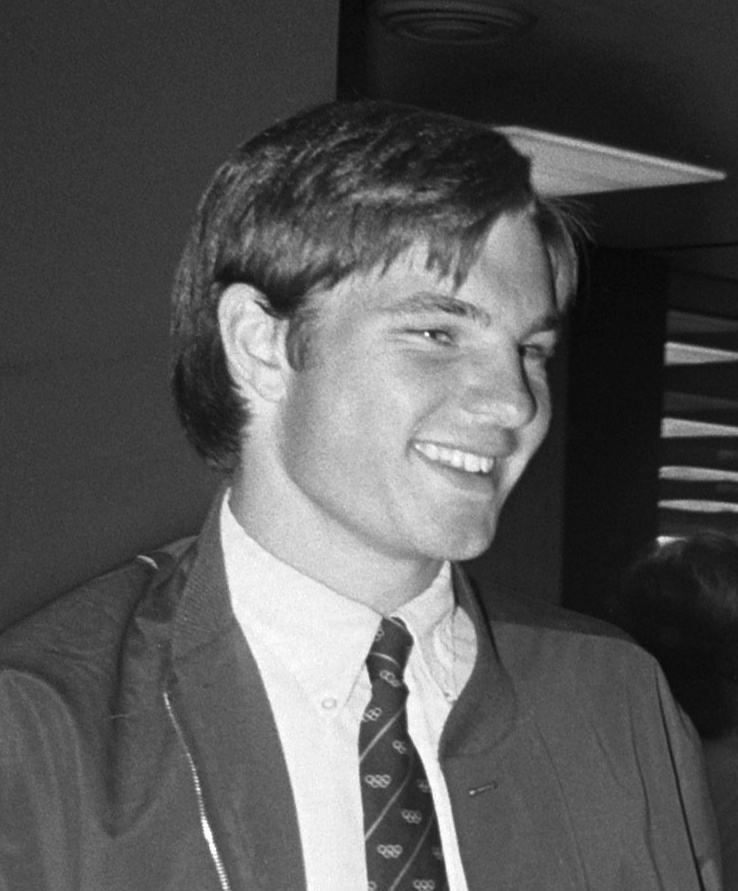
Ties Kruize, 1972

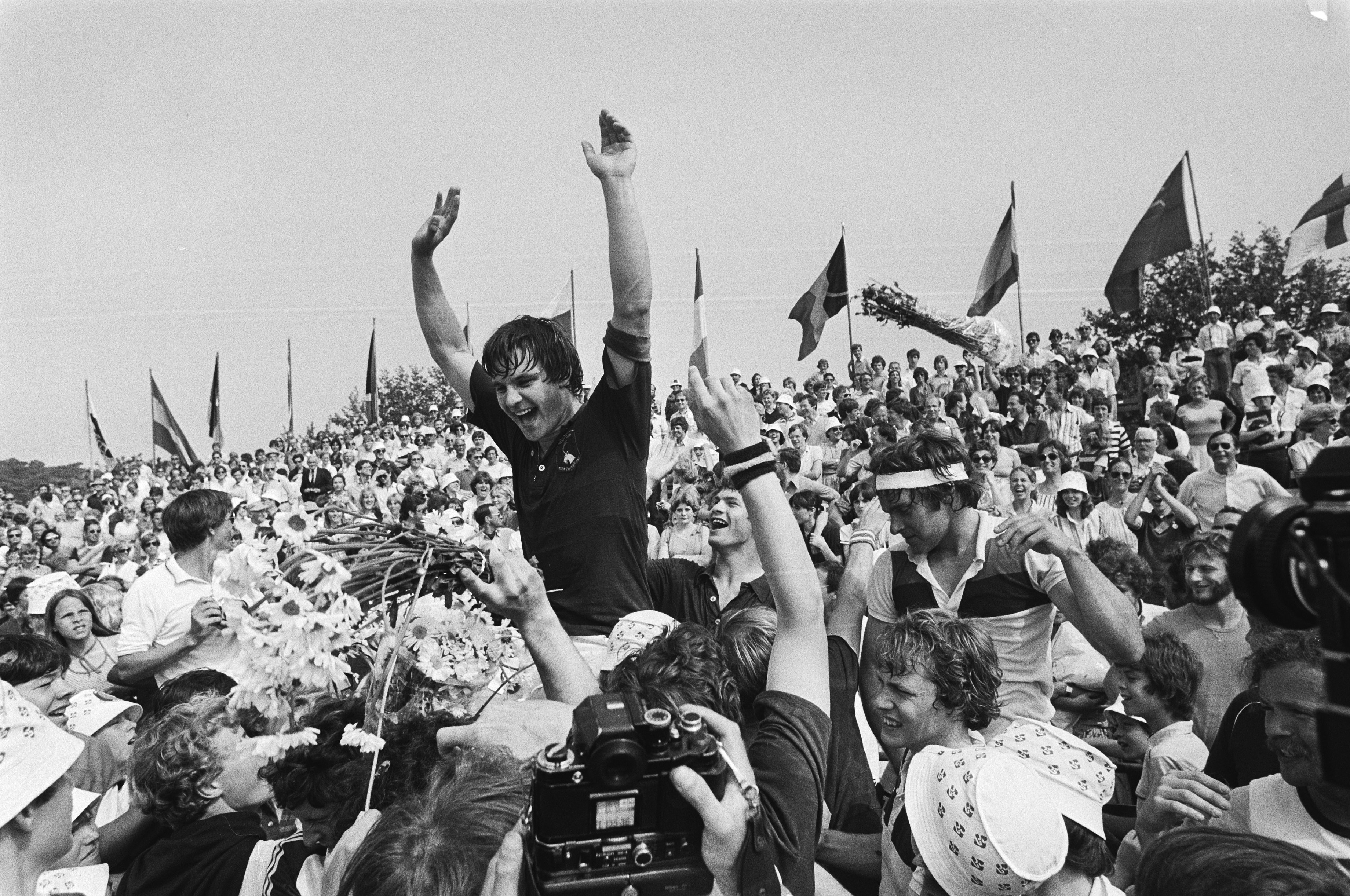
Ties Kruize, 1979

Ties Kruize (* 17. November 1952 in Den Haag) ist ein ehemaliger niederländischer Hockeyspieler.
Kruize stammt aus einer Familie von Hockeyspielern. Sein Vater Roepie Kruize war ein bekannter Spieler und auch seine Brüder Hans und Jan Hidde spielen Hockey auf höchstem Niveau.
Kruize gewann mit seinem Verein HC Klein Zwitserland von 1977 bis 1984 acht Mal in Folge die niederländische Landesmeisterschaft und zweimal, 1979 und 1981, den Europapokal der Meister. Mit der niederländischen Hockeynationalmannschaft wurde Kruize 1973 Weltmeister und 1983 Europameister. 1981 und 1982 gewann er mit ihr die Champions Trophy. Besonders bei Strafecken galt er als Garant für Torerfolge.